# Ocosingo kommun
Ocosingo är en kommun i Mexiko.   Den ligger i delstaten Chiapas, i den sydöstra delen av landet, 800 km öster om huvudstaden Mexico City.
Följande samhällen finns i Ocosingo:
- Ocosingo
- Nueva Palestina
- Frontera Corozal
- Tenango
- Taniperla
- Cristóbal Colón
- El Sibal
- Las Tazas
- El Limonar
- Patria Nueva
- Los Pinos
- Lacandón
- La Virginia
- Busiljá
- Peña Limonar
- San Antonio las Delicias
- El Prado Pacayal
- La Arena
- Cinco de Febrero
- San Miguel
- El Jardín
- Nuevo Paraíso
- Miguel Hidalgo
- Palomar 2
- Santo Tomás
- El Ixcán
- San José
- Nuevo Mariscal
- La Frontera Uno
- San Marcos
- Nueva Esperanza
- San Luis
- Nuevo Jerusalén
- Jol Tulijá
- San Salvador
- Tomás Munzer
- Tierra Blanca
- Nuevo Ojo de Agua
- La Florida
- San Antonio la Sombra
- La Trinidad
- Peña Chabarico
- Santo Ton
- Candelaria
- Venustiano Carranza
- Santa Lucía
- Nuevo Chamizal
- Santa María de las Flores
- Río Blanco
- Tzacbatul
- Guadalupe Victoria
- San Francisco
- Nueva las Tacitas
- La Siria
- La Unión
- El Rosario
- San Antonio
- Cuauhtémoc
- Santa Rosa Dos
- Campet
- San Antonio Escobar
- Emiliano Zapata
- Peña Blanca
- Campo Virgen
- San Caralampio
- Morelos
- Santa Martha Corozal
- Las Maravillas
- Nuevo Chapultepec
- La Ceiba
- Macedonia
- Nuevo Tenejapa
- Sloquib Chay
- Emiliano Zapata
- La Aurora
- Nuevo San Gregorio
- San Antonio Catarraya
- Las Tacitas
- San Antonio las Flores
- Sacrificio la Esperanza
- Delicias Casco
- Jerusalén
- El Avellanal
- El Progreso
- Treinta y Nueve ZM
- Veinte de Noviembre
- Nueva Providencia
- Tzajalá
- Rosario la Pacaya
- Israel
- Aurora Buenavista
- Nuevo Sushila
- La Selva
- Nuevo León
- San Juan la Cureña
- Guadalupe Trinidad
- Emiliano Zapata
- XEOCH Radio
- Nueva Morelia
- La Gloria
- Chavarico las Palmas
- Pueblo Nuevo Coatzacoalcos
- Santo Tomás Axín
- La Champa Canchanivaltic
- San Juan del Río
- 13 de Septiembre
- Yaxala
- San Jacinto
- Hermenegildo Galeana
- El Carmen
- Francisco Villa
- Nuevo Rosario
- Bethel
- Amatitlán
- Nuevo Pedregal
- Naha
- Tzajalob
- Carmen Patate Nuevo
- Dolores las Palmas
- Los Quinichez
- Las Golondrinas
- Jol Pacute
- La Garrucha
- Delina Alta
- El Suspiro
- Santa Cruz
- Guadalupe Pashila
- Miguel Hidalgo
- Doctor Manuel Velasco Suárez
- San Marcos
- Nueva Providencia
- San Marcos
- Paraje Nazaret Uno
- Xlocja'Tulum
- Nuevo Guadalupe
- El Carrizal
- El Ocotal
- Loma Bonita
- Nuevo Guadalupe el Silencio
- Nuevo Jerusalén
- La Pomarrosa el Chorro
- Carmen Tajaltic
- Primer Valle Toniná
- El Nacimiento
- Guadalupe
- Ojo de Agua Zapote
- Buenavista Tiber
- San Caralampio Agua Dulce
- Josefa Ortiz de Domínguez
- Primero de Mayo
- Los Limares
- San Jerónimo
- Lequilum
- Revolución
- Mumuntic II
- Nuevo Balancán
- San José Nacimiento
- El Nuevo Rosario
- Jomalchén
- Nuevo Jataté
- Maravilla Tíber
- Pamanavil
- Nupja Chiviltic
- Betel
- El Recuerdo
- Slum Chultatic
- Corazón de María
- Nuevo Progreso
- Lázaro Cárdenas
- El Pedregal de San Ángel
- El Encanto
- Campo Santo
- Nueva Libertad
- San Martín
- Nuevo Jerusalén
- 15 de Septiembre
- Rancho Alegre
- San Luis
- Nuevo Tumbalá
- El Paraíso
- Benito Juárez Bulúa
- Alacté Buenavista Uno
- Ach Lumal
- Nuevo San Pedro
- Arroyo Santa María
- El Laurel
- Nuevo Oxchuc
- San Pedro Tonina
- Balaxte
- La Palma Grande
- San Antonio Caribal
- San Felipe Buenavista
- La Victoria
- El Triunfo
- Nuevo Centro Lindavista
- San José Mumunal
- San Juanito Pashila
- Guadalupe Tecoja
- San Rafael